# Liebfrauenkirche (Tienen)

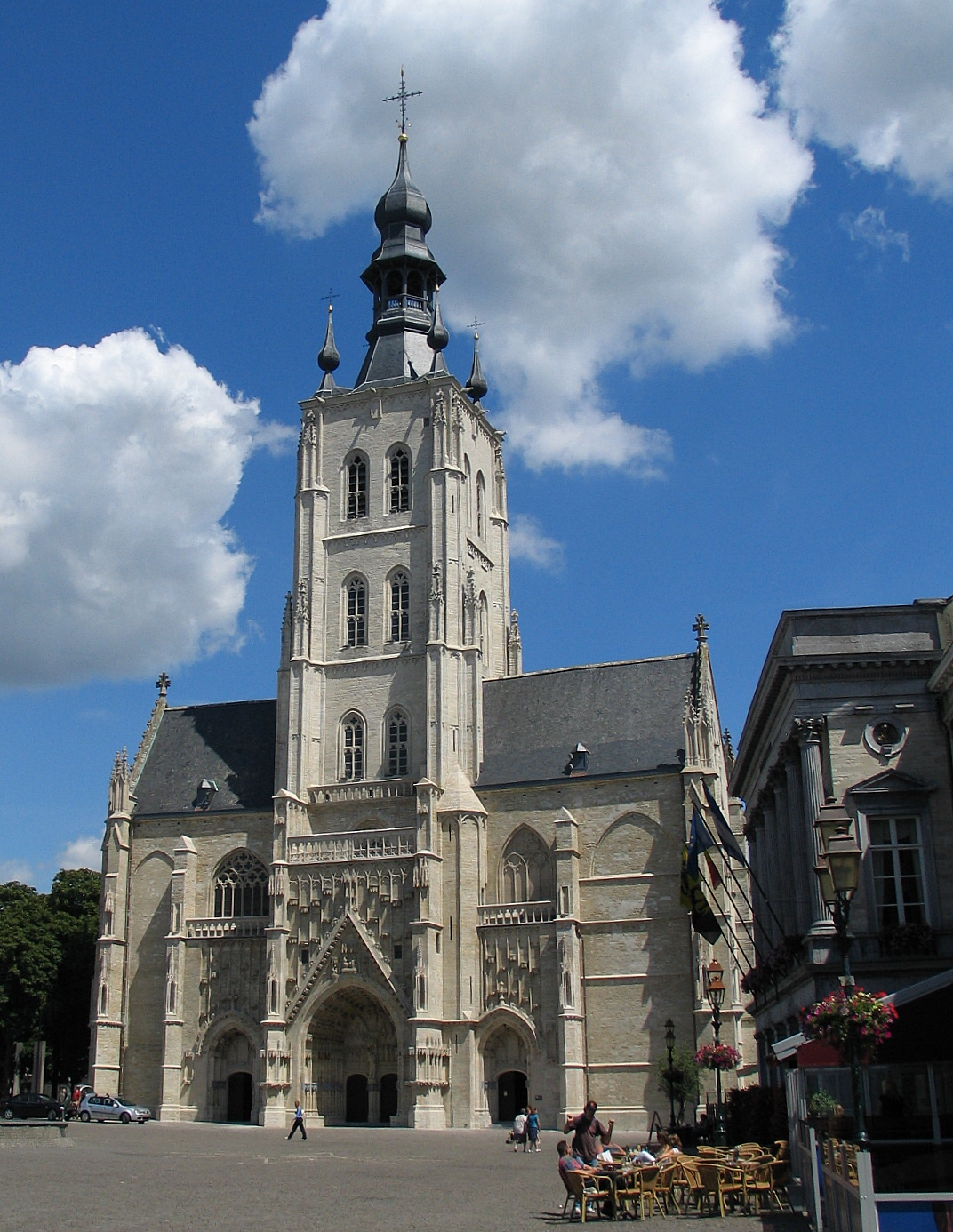
Liebfrauenkirche (Tienen)

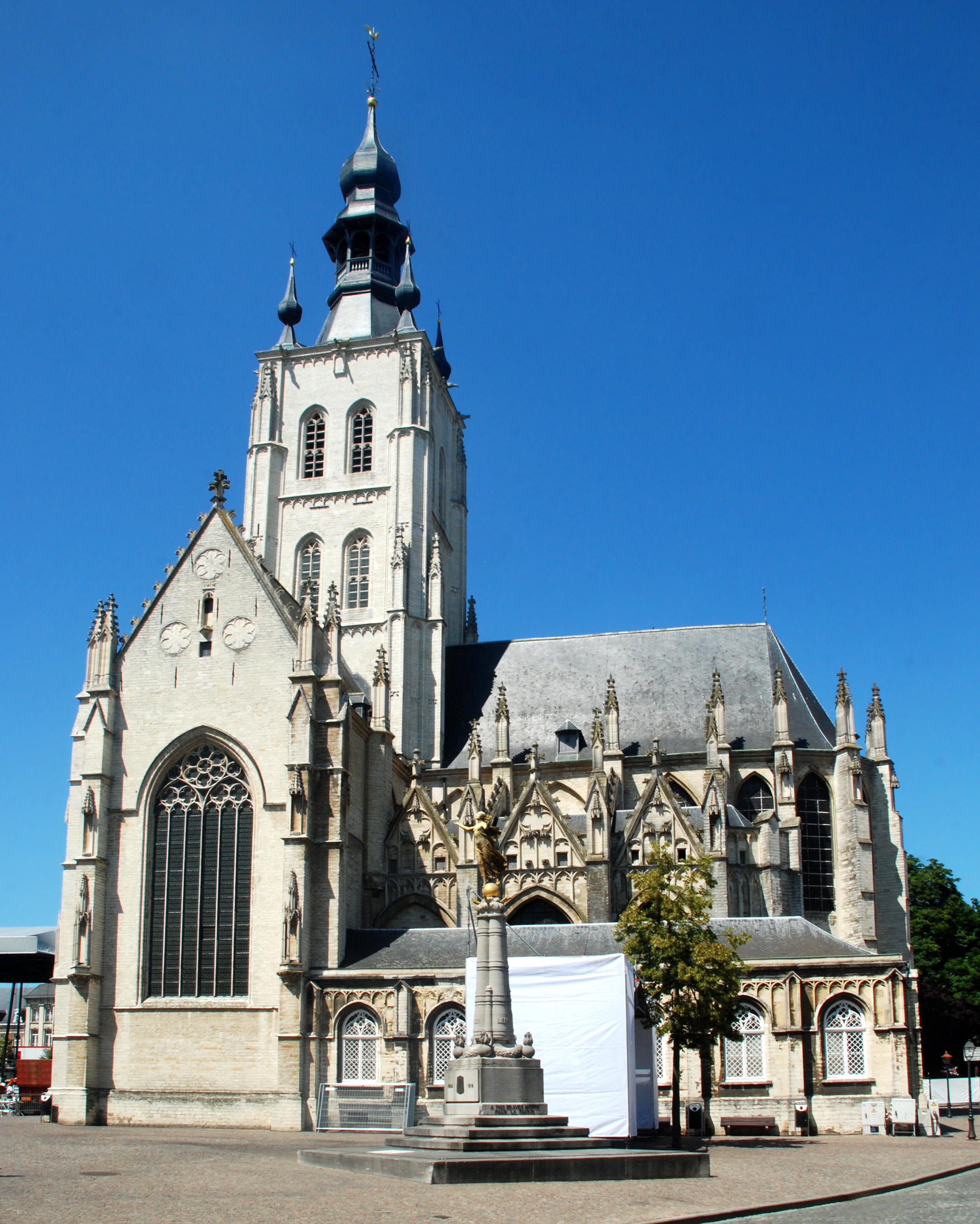
Südostansicht

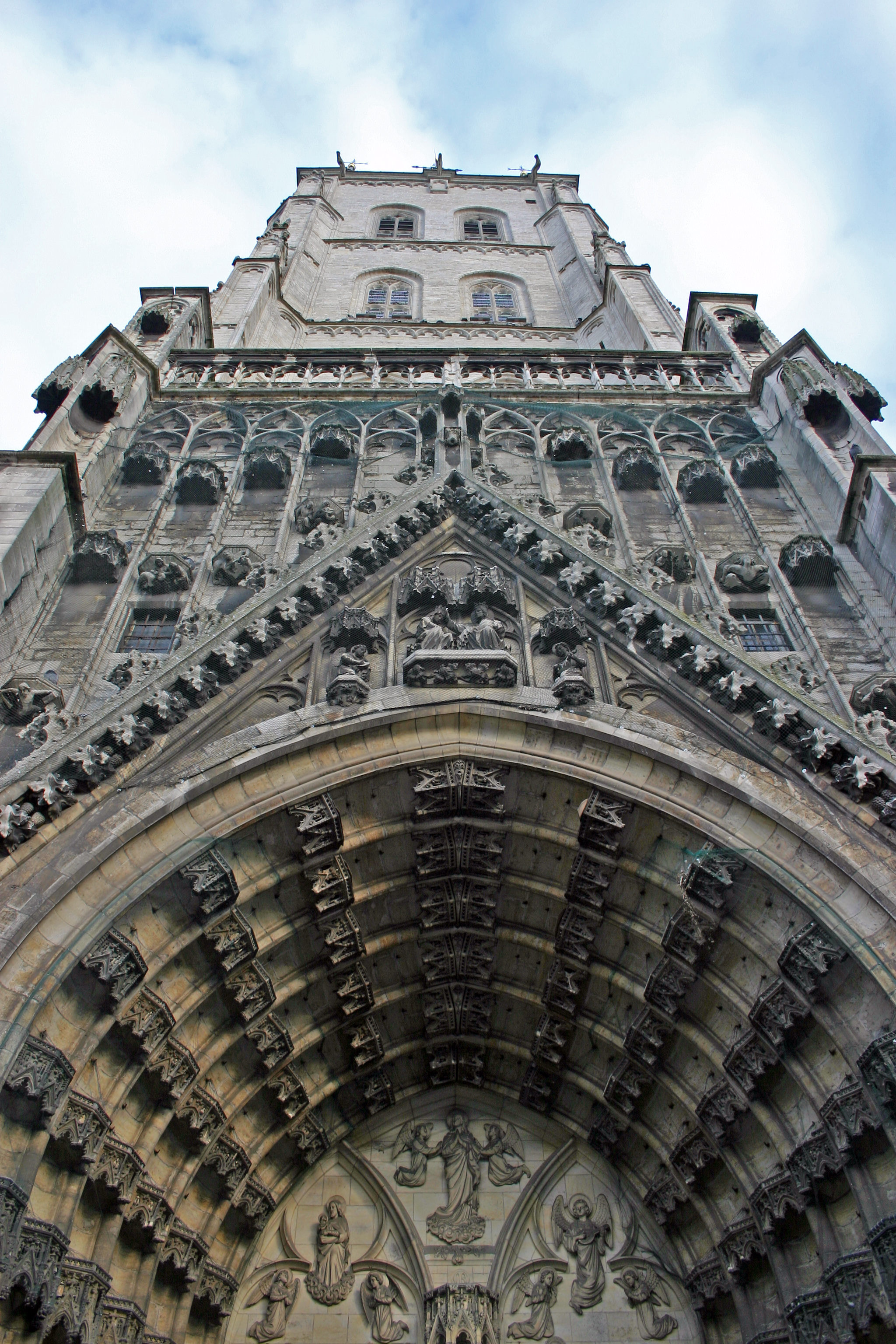
Detail der Kirche

Die Liebfrauenkirche (niederländisch Onze-Liewe-Vrouwen-ten-Poelkerk) in Tienen ist eine gotische Kirche aus dem 13. Jahrhundert am Grote Markt.

## Legende
Ihren Namen verdankt die Kirche dem Teich, an dem sie erbaut wurde und – wie damals üblich – einer Legende aus dem 12. Jahrhundert. Ein ehrenwerter Mann wurde angeblich ermordet, woraufhin seine Leiche in diesen Teich geworfen wurde. Eine Frau sagte dann voraus, dass ein Tempel aus dem Teich aufsteigen würde. Da dem Teich seither viele Wunder zugeschrieben wurden, ließ der damalige Herzog von Brabant, Johann I., zu Ehren dieser Frau eine Kirche errichten (Onze-Lieve-Vrouw-ten-Poele – „Unsere Liebe Frau zum Teich“).

## Standort
Die Kirche steht am Grote Markt in der Nähe eines Teiches, der früher als Haspoel bekannt war. Eine der Quellen, die den Haspoel speisten, ist heute noch in einer künstlichen Höhle unterhalb der Kirche auf dem Platz zu sehen.

## Baugeschichte
Die Kirche im Stil der Brabanter Gotik wurde aus Kalkstein aus Gobertange gebaut, ergänzt durch Steine aus Zichem, Namur und Mézières. In der Mitte des 14. Jahrhunderts wurde Jean d’Oisy zum Architekten ernannt. Zwischen 1358 und 1375 begann er mit dem Bau des Chores und der südlichen Seitenkapelle. Der Bau der Kirche wurde in Phasen fortgesetzt, manchmal mit einem neuen Baumeister oder Architekten:
- Zwischen 1383 und 1410 wurde die Arbeit von Jacob van Tienen und Botson de Racour fortgesetzt.
- Zwischen 1410 und 1438 wurden das Querschiff und der Vierungsturm unter der Leitung von Sulpitius van Vorst gebaut.
- Zwischen 1439 und 1463 vollendete Jan II. Keldermans den südlichen und nördlichen Arm des Querschiffs, aber bei der Einwölbung der Kirche unterlief den Handwerkern ein Baufehler: der bereits fertiggestellte Kirchenchor stürzte ein. Zwischen 1465 und 1470 wurde Matthijs de Layens hinzugezogen, um den eingestürzten Chor zu ersetzen. Das Kirchenschiff wurde nie gebaut, so dass der 70 Meter hohe Vierungsturm zu einer Art Westturm wurde.

Um 1470 scheint die Kirche fertiggestellt worden zu sein, aber in den folgenden Jahrhunderten wurden regelmäßig Reparaturen durchgeführt.
- Am 9. Juli 1635 blieb die Kirche von der Zerstörung Tienens nicht verschont, doch wurde schnell mit dem Wiederaufbau begonnen.
- Zwischen 1635 und 1638 wurde ein neuer Marmoraltar durch das Rood Klooster von Auderghem angefertigt.
- Zwischen 1654 und 1660 wurde der ausgebrannte Turm durch einen Barockturm ersetzt.
- In der ersten Hälfte des 19. Jahrhunderts erfolgten unsachgemäße Reparaturen an der Kirche. Unter anderem wurden zwei Seitenchöre gebaut, einer links und einer rechts vom Hochchor. Infolgedessen verschwand eine wichtige Stützmauer, so dass die Kirche heute Risse in den Wänden aufweist und dringend restauriert werden muss.
- In den Jahren 1909–1913 wurde die Kirche teilweise restauriert.
- Nach dem Weltkrieg wurden die restlichen Arbeiten durchgeführt, so dass 1921 Kardinal Mercier die Kirche einweihen konnte.
- Im Jahr 2002 wurden das Kreuz und der Hahn, die mehrere Jahrzehnte vom Turm verschwunden waren, wieder angebracht.

## Musik in der Liebfrauenkirche

### Orgel
Die Orgel in der Liebfrauenkirche ist ein romantisches Instrument aus dem Jahr 1857. Sie wurde in der Werkstatt Merklin-Schütze gebaut, unter anderem von Pierre Schyven, dem späteren Erbauer der Orgel in der Kathedrale von Antwerpen. Die Orgel hat 25 Register, verteilt auf zwei Manuale und das Pedal. Wie bei den großen französischen Orgeln des 19. Jahrhunderts befinden sich die Zungenstimmen auf einer separaten Windlade, die über ein Pedal (Appel Anches) angesprochen wird. Aufgrund des Fehlens einer Barker-Maschine ist die Traktur der Orgel schwergängig. 
Während der letzten Restaurierung durch Pels-D’Hondt von 1984 bis 1997 waren viele Orgelsachverständige skeptisch. Nicht nur wurden die ursprünglichen mechanischen Kegelladen durch Schleifladen ersetzt, die seither Probleme bereiten, sondern auch die Intonation der Orgel wurde bewusst verändert, weg vom romantischen Charakter des Instruments. Die Orgel ist jedoch ein charakteristisches Beispiel dafür, wie sich die Kunst des Orgelbaus im 19. Jahrhundert entwickelte. Die Unterschiede zwischen dieser Orgel und der Merklin-Schütze-Orgel der Antwerpener St.-Georgs-Kirche (10 Jahre später gebaut) sind klanglich und mechanisch groß. Der derzeitige Organist ist Bruno Bruyninckx, der auch an der Musikhochschule der Stadt Tienen Orgel unterrichtet.

### Chor
Obwohl es Hinweise darauf gibt, dass in der Onze-Lieve-Vrouw-ten-Poelkerk schon seit Hunderten von Jahren gesungen wird (etwa durch Löcher in der Orgelbalustrade, an denen die Pulte der Sängerschüler befestigt waren), hat die musikalische Verschönerung der Feste vor allem mit der Gründung des Kinderchors 1971 durch Pfarrer E.H. Evrard Vandervelpen einen neuen Schub erhalten. Der Chor wuchs, auch auf Betreiben des Dirigenten Kurt Bikkembergs, zu einer großen Chorfamilie, die den Namen Capella Beatae Mariae ad Lacum erhielt. Außerdem war lange Zeit ein Marienchor in der Pfarrei aktiv, der verschiedene Feiern mitgestaltete.